# 鈴木雄策
鈴木 雄策（すずき ゆうさく、1981年5月9日 - ）は、日本の俳優。愛知県知多郡東浦町生まれ。劇団夜想会出身。2006年に『ガッツ伝説　愛しのピット・ブル』に出演。2010年に『喧嘩番長 劇場版〜全国制覇〜』（秋田県番町役）に出演。他、舞台出演の経歴を持つ。
| スタブアイコン | サブスタブ | この項目は、まだ閲覧者の調べものの参照としては役立たない、俳優（男優・女優）に関連した書きかけの項目です。この項目を加筆・訂正などしてくださる協力者を求めています（P:映画/PJ芸能人）。 |